# Aka, Ungern
Aka (tyska: Acker) är ett mindre samhälle i provinsen Komárom-Esztergom i Ungern. År 2019 hade Aka totalt 262 invånare.